# Give Me Love (Give Me Peace on Earth)
"Give Me Love (Give Me Peace on Earth)" é uma canção do músico inglês George Harrison, lançada como a faixa de abertura do seu álbum Living in the Material World (1973). Também foi lançada como o primeiro single do álbum em maio de 1973 e se tornou a segunda música de Harrison a atingir a primeira posição nos Estados Unidos, depois de "My Sweet Lord". Ao fazê-lo, a canção retirou "My Love", do grupo Wings de Paul McCartney, do primeiro lugar da Billboard Hot 100, marcando a única ocasião na qual dois ex-Beatles detiveram as duas maiores posições nas tabelas musicais norte-americanas. O single também atingiu o top dez na Grã-Bretanha, no Canadá, na Austrália e em outros países.
"Give Me Love (Give Me Peace on Earth)" é uma das canções mais populares de Harrison, tanto entre fãs quanto entre críticos musicais. Ela é marcada por uma série de solos de Harrison na slide guitar. A gravação demonstrou um afastamento deliberado de seu trabalho inicial pós-Beatles, na redução do grande som, que tanto marcou All Things Must Pass e suas outras co-produções com Phil Spector ao longo de 1970–71. Além de Harrison, os músicos na faixa são Nicky Hopkins, Jim Keltner, Klaus Voormann e Gary Wright. A letra fala do desejo de Harrison de se ver livre de carma e do constante ciclo de reencarnação; mais tarde, ele descreveu a canção como "uma prece e uma declaração pessoal entre eu, o Senhor, e quem mais gostar dela."
Harrison tocou "Give Me Love" em todos os shows durante suas raras turnês como artista solo, e uma versão ao vivo foi incluído no álbum Live in Japan (1992). A gravação original de estúdio aparece nas compilações The Best of George Harrison (1976) e Let It Roll: Songs by George Harrison (2009). No tributo Concert for George, em novembro de 2002, Jeff Lynne tocou "Give Me Love" com Andy Fairweather-Low e Marc Mann tocando as partes de slide guitar. Marisa Monte, Dave Davies, Elliott Smith, Ron Sexsmith, Sting, James Taylor e Elton John estão entre os outros artistas que também fizeram versões da música.

## Antecedentes e inspiração
Eu quero estar ciente de Deus. Esta é minha única ambição, e tudo o mais na minha vida é secundário.

George Harrison, no início de 1971 sobre seus planos depois do sucesso de All Things Must Pass
Como a maioria das canções em Living in the Material World, George Harrison escreveu "Give Me Love (Give Me Peace on Earth)" ao longo de 1971–72. Durante este período, ele se dedicou a ajudar refugiados da Guerra de Independência de Bangladesh, montando o Concerto para Bangladesh (uma série de dois shows beneficentes com grandes nomes da música) em Nova Iorque e preparando o álbum ao vivo e o filme do show para lançamento. Além disso, boa parte de seu tempo foi gasta com problemas legais e comerciais que afligiram o projeto de assistência humanitária. O autor Andrew Grant Jackson escreve que a frustração de Harrison com esta última questão resultou num qualidade sombria que permeia muito de Material World, embora ele "tenha posto sua desilusão de lado para o primeiro single ['Give Me Love']".
O mesmo período coincidiu com o ápice da devoção de Harrison à espiritualidade hindu. Assim como "My Sweet Lord", seu sucesso de 1970-71 com temática religiosa, e seus singles posteriores "What Is Life" e "Bangla Desh", Harrison escreveu "Give Me Love" bem rapidamente. O autor Alan Clayson descreveu a canção como tendo "fluído de Harrison com uma facilidade tão desprovida de agonias quanto uma think piece de Yoko Ono". Em sua autobiografia, I, Me, Mine, Harrison relembra o processo de composição:
Algumas vezes você abre sua boca e não sabe o que vai dizer, e o que quer que saia é o ponto de partida. Se isso acontecer e você tiver sorte, isso pode, geralmente, ser transformado numa canção. Esta música é uma oração e uma declaração pessoal entre eu, o Senhor, e quem mais gostar dela.

## Composição
"Give Me Love (Give Me Peace on Earth)" continua a tradição que Harrison iniciou em "My Sweet Lord", através da fusão do bhajan hindu (ou música sagrada) com a tradição da música gospel ocidental. O autor Simon Leng comenta que a canção repete outras fórmulas de sucesso do seu compositor, como o uso de um motivo musical lírico de três sílabas no título, tal qual "My Sweet Lord", "What Is Life" e "Bangla Desh".
O compasso (música) da música é 4/4 do começo ao fim, e sua tonalidade é fá maior. Assim como na gravação de Harrison, isto requer a colocação de um capo na terceira casa da guitarra, para transpor as acordes de ré à tonalidade correta. A introdução traz um violão dedilhado, em estilo semelhante à abertura de "Mr. Tambourine Man", de Bob Dylan. A canção cresce gradualmente desde sua introdução suave, com a seção rítmica se mostrando de fato apenas depois da primeira ponte. Gary Tillery, biógrafo de Harrison, descreve o ânimo da música como "animado, mas, ao mesmo tempo, suavizante".
Na letra, Harrison expressa sua visão para a vida no mundo físico. Depois da parte instrumental de abertura, a canção inicia com um refrão, no qual ele, primeiro, suplica por uma vida isenta do ônus cármico da reencarnação: "Dê-me amor, dê-me amor, dê-me paz na terra / dê-me luz, dê-me vida, mantenha-me livre de nascer." Esta letra traz uma mensagem simples e universal,  uma mensagem que, no contexto da época, relacionou-se tanto ao idealismo dos anos 1960 de "paz e amor" quanto à busca espiritual pessoal de Harrison.
Harrison também pede por assistência divina para "enfrentar este pesado fardo" (cope with this heavy load, no original), enquanto sua tentativa de "tocar-lhe e alcançar-lhe com o coração e a mente" (touch and reach you with heart and soul, no original) relembra o mesmo apelo por uma relação direta com sua divindade expresso em "My Sweet Lord". Estes dois versos, que completam o refrão, sugerem uma deficiência ou insatisfação do cantor. De acordo com o autor Ian Inglis, eles servem como "um reconhecimento dos sofrimentos e afições que ele estava enfrentando num cenário mais terreno" no período depois do Concert for Bangladesh.
Nas duas seções da ponte, Harrison incorpora o termo sagrado "Om" dentro da frase "Oh... my Lord". O autor Joshua Greene descreve isto como exemplo de um tema encontrado em diversas canções em Material World, por meio do qual Harrison "destilou" conceitos espirituais em frases "tão elegantes que parecem sutras védicos: códigos curtos que contém grandes quantidades de significado". O uso da palara "Om" foi outro comentário de Harrison sobre a universalidade da fé, o primeiro tendo sido a troca que fez do refrão "aleluia" para o mantra Hare Krishna em "My Sweet Lord". Referindo-se à segunda metade da ponte de "Give Me Love", Inglis vê o prolongado "Por favor..." (Please..., no original) como "altamente simbólico", dado o "conflito não resolvido" no cerne da música.

## Gravação

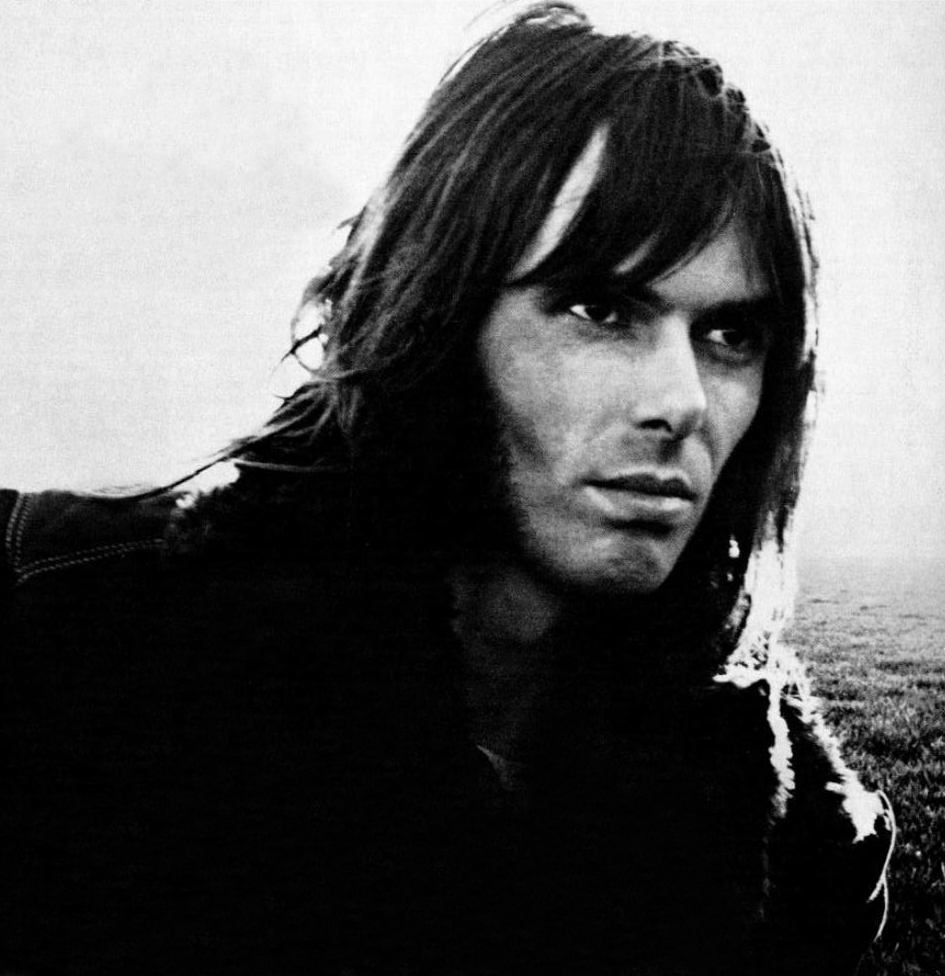
O pinanista Nicky Hopkins, cuja performance figura proeminentemente na canção, junto com a slide guitar de Harrison.

O compromisso de Harrison em supervisionar o lançamento do documentário sobre o Concert for Bangladesh o impediu de começar seu próximo trabalho depois do álbum All Things Must Pass até a metade de 1972. Outra demora foi causada pela irresponsabilidade do produtor Phil Spector, que Harrison ficava esperando comparecer no começo das sessões. O autor Bruce Spizer escreve que "a frequência irregular do produtor fez com que George percebesse que o projeto nunca seria terminado se ele continuasse esperando por Spector", e, em outubro daquele ano, Harrison decidiu produzir o álbum sozinho.

["Give Me Love"] resume perfeitamente a técnica de guitarra e produção de Harrison: econômica em notas, a canção demonstra virtuosidade, ao invés, no aumento da melodia, demonstrado na sobreposição de duas ou mais partes fluidas de slide guitar meticulosamente arranjadas e impecavelmente gravadas.

– Michael Frontani, escrevendo no The Cambridge Companion to the Beatles
Assim como a maior parte de Living in the Material World, Harrison gravou a faixa básica de "Give Me Love" no outono de 1972 com a ajuda de Phil McDonald, antigo engenheiro de som dos Beatles. O local de gravação foi ou o FPSHOT, estúdio doméstico de Harison em Friar Park, ou o Apple Studio em Londres. Mudando o método das co-produções de Harrison com Spector, nas quais um grande número de músicos era a norma, "Give Me Love" trouxe um arranjo mais reduzido e uma instrumentação mais sutil. Outro contraste foi a adoção por Harrison de um estilo de produção que, em parte, evocou o trabalho de George Martin com os Beatles. Em "Give Me Love", Inglis observa a "mesma execução de um violão dócil e claro que distinguiu 'Here Comes the Sun'" em 1969, enquanto a produção menos grandiosa, em relação a All Things Must Pass, permitiu maior expressão a Harrison como guitarrista de slide guitar.
Harrison realiozu overdubs na faixa de apoio, incluindo partes de slide guitar gêmeas, durante os primeiros dois meses de 1973. Além da performance de Harrison na guitarra, o instrumento mais notável na gravação é o piano de Nicky Hopkins, duplicado com a técnica de double tracking e tocado em seu estilo melódico usual. A seção rítmica consistiu do baixista Klaus Voormann e do baterista Jim Keltner. O organista foi o músico americano Gary Wright, cujo álbum Footprint (1971) foi um dos vários projetos musicais com os quais Harrison esteve envolvido entre All Things Must Pass e Material World. Peter Lavezzoli, autor de The Dawn of Indian Music in the West, comenta quão rápido a "abordagem única" de Harrison para a slide guitar havia amaderecido desde 1970, incorporando sitar, veena e outros estilos musicais hindustani, e classifica o solo no meio de "Give Me Love" como "um de seus [solos] mais complexos e melódicos".

## Lançamento
"Give Me Love (Give Me Peace on Earth)" foi o primeiro single de Harrison em quase dois anos, depois de "Bangla Desh" em julho de 1971. Contudo, assim como Living in the Material World, seu lançamento foi adiado para permitir o lançamento de outros itens no calendário da Apple Records durante o primeiro semestre de 1973: as coleções 1962–1966 e 1967–1970 dos Beatles, e o segundo álbum do Wings, Red Rose Speedway. Desde All Things Must Pass, de acordo com o autor Robert Rodriguez, as brigas públicas entre John Lennon e McCartney e a música "abaixo da média" destes diminuíram bastante a "distinção de ser um ex-Beatle". Em seu livro The Beatles Forever (1977), Nicholas Schaffner escreveu que, por causa do altruísmo inerente ao projeto Bangladesh comparado aos "fiascos" Wild Life, de McCartney, e Some Time in New York City, de John Lennon e Yoko Ono, "[um] público receptivo estava garantido" para as novas canções de Harrison.
Tendo a canção "Miss O'Dell" como lado B, "Give Me Love" foi lançada em 7 de maio de 1973 nos EUA (como Apple R 5988) e em 25 de maio na Grã-Bretanha (como Apple 1862). Três semanas depois, a música apareceu como a faixa de abertura em Living in the Material World. Assim como todas as canções no álbum, exceto "Sue Me, Sue You Blues" e "Try Some, Buy Some", Harrison concedeu os direitos autorais de "Give Me Love" para a recém-criada Material World Charitable Foundation.
A Capitol Records, distribuidora da Apple nos EUA, masterizou o single para tocar numa velocidade maior que a da faixa do álbum, para que a canção soasse mais clara no rádio. A embalagem do single, nos mercados principais da Grã-Bretanha e dos EUA, era uma capa simples, coisa incomum para um lançamento da Apple de um ex-Beatle. Uma variedade de capas com figuras estavam disponíveis em países europeus, incluindo um design que incorporava a assinatura de Harrison e o símbolo do Om em vermelho, os quais eram ambos aspectos da arte de Tom Wilke para o álbum Living in the Material World.

### Proeza nas paradas dos EUA
O single ficou no topo da parada Billboard Hot 100 durante uma semana no fim de junho, e atingiu a 8.ª posição na UK Singles Chart. Repetindo o feito em janeiro de 1971, quando "My Sweet Lord" e All Things Must Pass ficaram no topo das paradas da Billboard simultaneamente, "Give Me Love" atingiu a primeira posição no meio da permanência, por cinco semanas, de Living in the Material World no topo das listagens de álbuns.
"Give Me Love (Give Me Peace on Earth)" substituiu "My Love" na primeira posição da parada Hot 100 singles, e, por sua vez, foi substituída por "Will It Go Round in Circles", de Billy Preston, que fora mentorado por Harrison. Na semana que terminou em 30 de junho daquele ano, as canções de Harrison, McCartney e Preston estavam nas posições 1, 2 e 3, respectivamente, da Hot 100 da Billboard, marcando a primeira vez desde 25 de abril de 1964 que os Beatles ocuparam as duas primeiras posições naquela parada. Schaffner descreveu este período como "reminiscente da era de ouro da Beatlemania", dada a quantidade de produtos relacionados aos Beatles que dominaram as paradas nos EUA. Até outubro de 2013, a semana de 30 de junho de 1973 permanecia o único momento em que dois ex-Beatles ficaram na primeira e segunda posição de uma parada de singles estadunidense.

### Relançamento
"Give Me Love" apareceu posteriormente na coletânea The Best of George Harrison (1976), como uma de apenas seis seleções da carreira solo do artista. A canção também foi incluída no álbum Let It Roll: Songs by George Harrison (2009).
No documentário George Harrison: Living in the Material World (2011), dirigido por Martin Scorsese e lançado dez anos depois da morte de Harrison, a canção é tocada ao longo de filmagens do terreno em Friar Park e de Harrison fazendo música na casa com Keltner e Voormann. Durante o segmento, Voormann discute a prática de Harrison de preparar o estúdio com incenso para criar um ambiente apropriado, acrescentando: "Ele realmente tornou-o um ambiente bem tranquilo, bem agradável – todo mundo se sentiu ótimo."

## Recepção

### Resenhas contemporâneas
"Give Me Love (Give Me Peace on Earth)" tornou-se uma das canções mais populares de Harrison, tanto de seus anos com os Beatles quando em sua subsequente carreira solo.  À época do lançamento, McCartney descreveu-a como "muito boa", acrescentando: "o solo de guitarra é ótimo e gosto das mudanças de compasso." O crítico da revista Billboard escreveu: "A voz de Harrison e sua doce guitarra com tons de country dentro de uma base rítmica encrespada, porém controlada, se prestam a esse apelo por compreensão humana. Seu som sincero mergulham o ouvinte e trazem-no para dentro da história." Na Rolling Stone, Stephen Holden elogiou a canção por sua "melodia forte, de frases curtas, cuja letra é pura exortação", e disse que o single era "tão bom quanto 'My Sweet Lord'".
Na Grã-Bretanha, onde a economia nacional estava indo em direção a uma recessão depois dos anos de crescimento da década de 1960, frases como "me ajude a enfrentar este pesado fardo" "magoaram alguns sentimentos", de acordo com Alan Clayson. Michael Watts da Melody Maker sugeriu que a canção "Living in the Material World" poderia ter sido uma escolha melhor para o primeiro single do álbum. Escrevendo em seu livro The Beatles: An Illustrated Record (1975), Tony Tyler e Roy Carr disseram que "Give Me Love" tinha "mais do que uma mera semelhança" à canção "I Want You, mas elogiaram a faixa por sua "excelente e altamente idiossincrática performance de slide-guitar".

### Resenhas retrospectivas e legado
Lindsay Planer, resenhando a canção para o AllMusic, classifica-a como uma "canção de rock serena", destaca a contribuição de Harrison na guitarra e, da mesma forma, reconhece os teclados "cálidos e expressivos" de Hopkins. Zeth Lundy, da PopMatters, descreve "Give Me Love" como "efervescente" e "um single número 1 que continua sendo um dos mais icônicos e amados de Harrison". Em suas notas de encarte da compilação Let It Roll, o historiador musical Warren Zanes vê "Give me Love" como "talvez o melhor exemplo" de como "as composições pós-Beatles [de Harrison] turvam as linhas entre música e oração sem nunca sacrificar a pura força melódica pela qual ele era conhecido".
John Harris, contribuindo para a revista Mojo, cita "Give Me Love" como evidência da reputação de Material World como "algo como um álbum conceitual hindu... uma agradável fusão de religião oriental, gospel e o fantasma de 'For You Blue'". Hugh Fiedler, da Classic Rock, admira a "perícia apurada" e a "performance sublime" de Harrison nesta música e em outras faixas de Material World e descreve "Give Me Love" como "umas das melhores canções de Harrison". Escrevendo à Uncut, David Cavanaugh considera o álbum como uma "continuação utópica" de All Things Must Pass, com "Give Me Love" "[encapsulando] o negócio todo: mensagem simples de esperança, com slide guitar deslumbrante [...] e seção rítmica fantástica".

George tinha uma habilidade tão bela na slide [guitar]... Quando ouço certas canções nas quais ele tocou slide, isso me leva a um certo lugar...

– Baterista Jim Keltner, no segmento "Give Me Love" do documentário George Harrison: Living in the Material World de Martin Scorsese
Entre biógrafos de Harrison e dos Beatles, Robert Rodriguez reconhece a proeza de "camuflar preocupaçoes filosóficas numa embalagem completamente comercial", o que incluiu seu "impossivelmente irresistível trabalho de slide [guitar]". Simon Leng encontra mais superlativos para as frases de guitarra, descrevendo-as como "quase eufônicas demais para serem verdade". Leng continua: "Living in the Material World não poderia ter se deleitado com uma canção de abertura mais forte... Uma balada linda, repleta de afirmações de guitarra maravilhosamente expressivas, 'Give Me Love', mantém o poder emocional de All Things Must Pass em três três minutos envolventes."
Escrevendo no livro Still the Greatest: The Essential Solo Beatles Songs, Andrew Grant Jackson considera que, com "Give Me Love", Harrison "capturou a essência do que ele se propôs a fazer com os shows [de Bangladesh] – e o que os Beatles tentaram em seus momentos mais idealistas." Descrevendo a canção como "a melhor súplica a Deus" de Harrison, com um vocal que "se adequa perfeitamente ao anseio" implícito na letras, Jackson acrescenta: "'Give Me Love (Give Me Peace on Earth)' é, ao lado de 'All You Need Is Love,' 'Let It Be' e 'Imagine', a mais pura expressão do sonho da Era de Aquário." Chris Welch, antigo crítico da Melody Maker, concluiu o obituário que escreveu para Harrison em dezembro de 2001 com uma referência à faixa, dizendo que "os sentimentos e necessidades" do ex-Beatle "foram melhor expressados em uma de suas canções mais simples – 'Give Me Love (Give Me Peace On Earth)'".
No documentário Concert for George (2003), Eric Clapton nomeia "Give Me Love" como uma de suas composições de Harrison favoritas, junto com "Isn't It a Pity". Ouvintes da rádio americana AOL Radio colocaram a canção na quinta colocação numa votação de 2010 para escolher as melhores músicas pós-Beatles de Harrison, enquanto Michael Galluci da Ultimate Classic Rock colocou-a na quarta posição de uma lista similar feita por ele.
Damian Fanelli, editor da Guitar World, inclui a faixa entre suas escolhas dos dez melhores "momentos de guitarra" pós-Beatles de Harrison, elogiando o solo no meio da canção como "simplesmente um duas coisas mais complexas e melódicas que o antigo Beatle tocou na slide". David Fricke inclui "Give Me Love" em sua lista das "25 performances essenciais de Harrison" para a Rolling Stone, e a descreve como um "cântico suave e íntimo, uma pequena reação ao espetáculo wagneriano de All Things Must Pass".

## Performance
Harrison tocou "Give Me Love (Give Me Peace on Earth)" ao longo da sua turnê norte-americana com Ravi Shankar, de sua turnê japonesa de 1991 com Eric Clapton, e também durante o show beneficente para o Natural Law Party em 1992. Este último aconteceu no Royal Albert Hall, em Londres no dia 6 de abril daquele ano e foi o único show de fato que Harrison realizou como artista solo no Reino Unido.
Nos shows de 1974, a canção geralmente aparecia no meio do set, com o sintetizador de Billy Preston e um solo de flauta de Tom Scott ao invés das paradas familiares de slide guitar. Embora largamente gravada em bootlegs, nenhuma versão da música nesta turnê foi oficialmente lançada.

### VersãoLive in Japan
A turnê japonesa em dezembro de 1991 foi a única outra turnê como artista solo. Seu álbum Live in Japan (1992) contém uma versão de "Give Me Love" deste turnê, gravada na Tokyo Dome em 15 de dezembro de 1991. Harrison delegou novamente os solos a outro músico: neste caso, Andy Fairweather-Low reproduziu as partes de slide guitar da gravação original de estúdio. Ian Inglis ressalta a "interação incrível", especialmente no fim da canção, entre Harrison e seus vocais de apoio, Tessa Niles e Katie Kissoon.
Esta versão ao vivo de "Give Me Love", junto com a filmagem do show que a acompanha, foi, mais tarde, incluída na re-edição de Living in the Material World em setembro de 2006, como parte da versão de luxo do CD/DVD. A performance também aparece no DVD incluído no box set The Apple Years 1968–75, lançado em setembro de 2014.

## Versõescover
Lindsay Planer escreve que duas versões cover "dignas de nota" são a de Bob Koening, lançada em seu álbum Prose & Icons (1996) e a da cantora brasileira Marisa Monte, também de 1996. A versão de Monte apareceu em seu álbum Barulhinho Bom, incorporando também trechos incidentais de "Me and Bobby McGee", de Janis Joplin, e "It Ain't Over 'Til It's Over", de Lenny Kravitz. em 1998, "Give Me Love (Give Me Peace on Earth)" foi uma das cinco canções de Harrison que os compositores Steve Wood e Daniel May adaptaram para a trilha sonora do documentário Everest; parte da música "The Journey Begins" incorpora "Give Me Love".

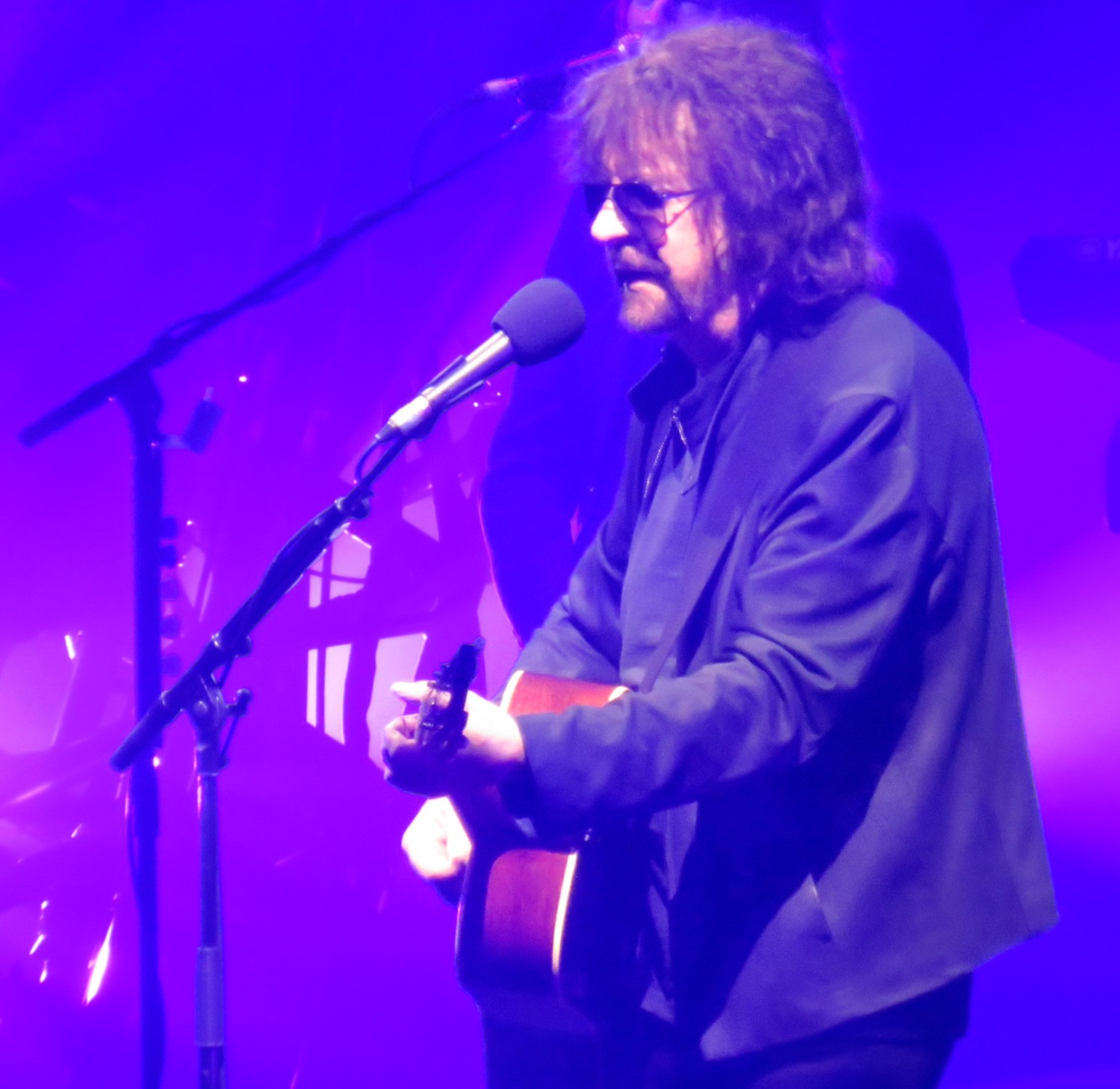
Jeff Lynne (aqui, em 2016) tocou a canção no Concert for George em novembro de 2002, um ano após a morte de Harrison.

Além de Harrison, outros artista que tocaram a canção ao vivo incluem Elliott Smith e, em abril de 2002, Sting, James Taylor e Elton John. Estes três músicos tocaram "Give Me Love" como parte de um tributo a Harrison durante o show beneficente Rock for the Rainforest no Carnegie Hall na cidade de Nova Iorque. Numa versão classificada por Planer como uma "leitura comovente", Jeff Lynne tocou a canção no Concert for George em 29 de novembro de 2002, no Royal Albert Hall exatamente um ano após a morte de Harrison. Lynne teve o apoio de uma banda composta dos amigos e colaboradores musicais de Harrison, incluindo Clapton, Fairweather-Low, Marc Mann, Keltner, Dhani Harrison, Niles e Kissoon.
Dave Davies do grupo the Kinks contribuiu uma versão de "Give Me Love" para a coletânea Songs from the Material World: A Tribute to George Harrison em 2003. Numa declaração lançada antes da coletânea, Davies explicou que ele, normalmente, se sentia relutante em tocar canções de outros artistas, contudo fez "uma exceção" para "Give Me Love", para honrar Harrison "como um grande talento musical, mas principalmente como uma alma avançada que não tinha medo de compartilhar sua visão espiritual conosco." Posteriormente, Davies subsequently lançou a gravação em seu álbum Kinked (2006).
Em 2010, a atriz Sherie Rene Scott incluiu "Give Me Love" em seu musical autobiográfico Everyday Rapture como o número final do show. O cantor canadense Ron Sexsmith incluiu a canção em suas performances ao vivo; uma versão dele apareceu em Harrison Covered, um CD tributo que acompanhou a edição de novembro de 2011 da revista Mojo.

## Créditos
De acordo com Simon Leng:
- George Harrison – vocais, violão, slide guitar,[42] vocais de apoio
- Nicky Hopkins – pianos
- Gary Wright – órgão
- Klaus Voormann – baixo
- Jim Keltner – bateria

## Desempenho nas tabelas

### Tabelas semanais
| Tabela (1973)                              | Posição mais alta | Ref.    |
| ------------------------------------------ | ----------------- | ------- |
| Top 40 nacional da Go-Set                  | 9                 | [ 145 ] |
| Tabela de singles da Bélgica               | 27                | [ 146 ] |
| 100 Top Singles da RPM                     | 9                 | [ 147 ] |
| Adult Contemporary da RPM                  | 2                 | [ 148 ] |
| MegaCharts Singles                         | 7                 | [ 71 ]  |
| Irish Singles Chart                        | 10                | [ 149 ] |
| Oricon Singles Chart                       | 37                | [ 150 ] |
| NZ Listener                                | 9                 | [ 151 ] |
| Singles da VG-lista                        | 7                 | [ 152 ] |
| Pop 30 Singles da Melody Maker             | 7                 | [ 77 ]  |
| UK Singles Chart                           | 8                 | [ 153 ] |
| Easy Listening da Billboard                | 4                 | [ 154 ] |
| Billboard Hot 100                          | 1                 | [ 154 ] |
| Top 100 da Cash Box                        | 1                 | [ 70 ]  |
| Singles da Record World                    | 1                 | [ 155 ] |
| Media Control Charts da Alemanha Ocidental | 28                | [ 156 ] |

### Tabelas anuais
| Tabela (1973)           | Classificação | Ref.    |
| ----------------------- | ------------- | ------- |
| Top Singles da RPM      | 110           | [ 157 ] |
| Billboard Year-End      | 42            | [ 158 ] |
| Pop Singles da Cash Box | 60            | [ 159 ] |